# Эфендиев, Расим Самед оглы
Расим Самед оглы Эфендиев (азерб. Rasim Səməd oğlu Əfəndiyev; 1928—2010) — советский и азербайджанский учёный-искусствовед, доктор искусствоведения, профессор, член корреспондент АН АзССР (1989), действительный член Академии наук Азербайджана (2001). Директор Института архитектуры и искусства НАН Азербайджана (1996—2010).

## Биография
Родился 30 октября 1928 года в городе Газах Азербайджанской ССР.
С 1944 по 1950 год обучался в Азербайджанском художественном училище имени Азима Азимзаде, который окончил с отличием. С 1950 по 1955 год обучался на факультете теории и истории искусства Института живописи, скульптуры и архитектуры имени И. Е. Репина АХ СССР.
С 1955 по 1965 год на научно-исследовательской работе в Азербайджанском государственном музее искусств в должности —заведующего отделом восточного и азербайджанского искусства. 
С 1965 по 2010 год на научной и исследовательской работе в Институте архитектуры и искусства АН АзССР — НАН Азербайджана в должностях: с 1965 по 1969 год — младший научный сотрудник, с   1969 по 1984 год — старший научный сотрудник, с 1984 по 1995 год — заведующий отделом и одновременно — заместитель директора по науке, с 1996 по 2010 год — директор этого научного института.

### Научно-педагогическая деятельность и вклад в науку
Основная научно-педагогическая деятельность Р. С. Эфендиева была связана с вопросами в области искусствоведения, занимался исследованиями в области анализа народного искусства и культуры Армении и определения их значения и места в истории национально-культурного развития. Р. С. Эфендиев занимался поиском армянских памятников в области искусства которые хранятся в частных коллекциях и музеях мира.
В 1961 году защитил кандидатскую диссертацию по теме: «Азербайджанский костюм XVI-XVIII вв.», в 1972 году после защиты диссертации ему была присвоена учёная степень доктор искусствоведения по теме: «Декоративно-прикладное искусство Азербайджана (XII-начало XIX в.)». В 1980 году Высшей аттестационной комиссией СССР ему было присвоено учёное звание профессор. В 1989 году избран член-корреспондентом АН АзССР, а в 2001 году был избран — действительным членом Академии наук Азербайджана. Р. С. Эфендиевым было написано более двухсот научных работ, в том числе монографий и тридцати книг.